# Fons-sur-Lussan
Fons-sur-Lussan è un comune francese di 251 abitanti situato nel dipartimento del Gard, nella regione dell'Occitania.

## Società

### Evoluzione demografica
Abitanti censiti